# Hydriomena macuta
Hydriomena macuta är en fjärilsart som beskrevs av Paul Dognin 1899. Hydriomena macuta ingår i släktet Hydriomena och familjen mätare. Inga underarter finns listade i Catalogue of Life.